# Cylindromyrmex

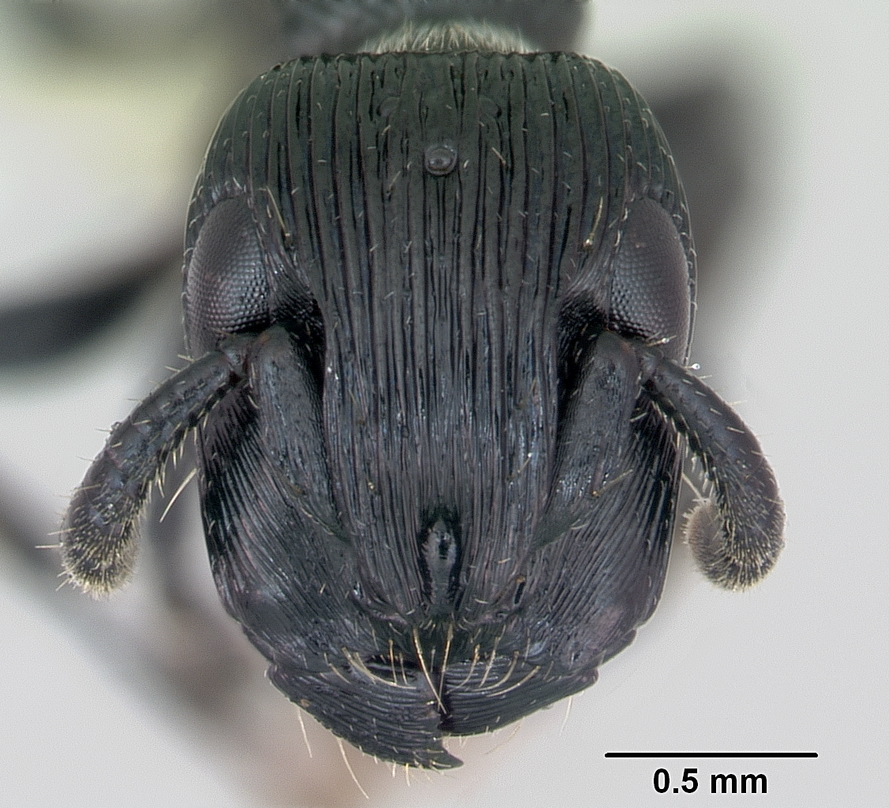
Cylindromyrmex whymperi

Cylindromyrmex (лат.) — род тропических муравьёв (Formicidae). Специализированы на питании различными видами термитов (термитофагия).

## Распространение
Неотропика. Центральная и Южная Америка, в том числе Бразилия, Боливия, Галапагосские острова.

## Описание
Мелкие муравьи с короткими ногами, голова удлинённая, усики короткие. Длина тела около 5 мм (самки и самцы крупнее). Основная окраска буровато-чёрная и блестящая; ноги светлее. Голова, грудь и стебелёк покрыты глубокими продольными бороздками. Обитают в древесных полостях и в термитниках. Биология малоисследованна. Хищники, термитофаги.

## Классификация
Род имеет сложную таксономическую историю, ранее включался в состав трибы Cylindromyrmecini, которая относилась к подсемейству Ponerinae (Brown, 1975), или в подсемейство Cerapachyinae. С 2016 года относится к Dorylinae.

## Виды
Включает 10 современных видов и 3 ископаемых из Доминиканского янтаря.
- †Cylindromyrmex antillanus De Andrade, 1998
- Cylindromyrmex boliviae Wheeler, 1924
- Cylindromyrmex brasiliensis Emery, 1901
- Cylindromyrmex brevitarsus Santschi, 1925
- Cylindromyrmex darlingtoni Wheeler, 1937
- †Cylindromyrmex electrinus De Andrade, 1998
- Cylindromyrmex escobari De Andrade, 1998
- Cylindromyrmex godmani Forel, 1899
- †Cylindromyrmex inopinatus De Andrade, 2001
- Cylindromyrmex longiceps André, 1892
- Cylindromyrmex meinerti Forel, 1905
- Cylindromyrmex striatus Mayr, 1870
- Cylindromyrmex whymperi (Cameron, 1891)